# Paolo Chiorboli
Paolo Chiorboli (Bologna, 24 aprile 1924) è un chimico italiano.

## Biografia
Laureatosi in chimica con lode nel 1947 all'Università di Bologna con Giovanni Battista Bonino, ne divenne subito dopo assistente incaricato quindi, conseguita la libera docenza in chimica, assistente di ruolo alla cattedra di chimica fisica della Facoltà di Scienze dell'Alma Mater Studiorum. Conseguito l'ordinariato in chimica fisica all'Università di Modena, nel 1960 passò, come tale, alla cattedra di chimica fisica della Facoltà di Ingegneria dell'Università di Bologna, dove rimase fino al collocamento a riposo nel 1997.
Oltre che caposcuola, formando numerosi allievi ingegneri chimici e scrivendo uno dei più diffusi ed apprezzati manuali italiani di chimica, ha dato importanti contributi alla chimica fisica, in particolare alla chimica fisica organica e i suoi metodi fisici di analisi.
Membro dell'Accademia delle Scienze di Bologna, nel 1982 è stato insignito della Medaglia d'oro ai benemeriti della scuola della cultura e dell'arte.

## Opere principali
- Chimica generale ed inorganica (con V. Carassiti), 2 voll., Tipo-Litografia Minarelli, Bologna, 1960-70.
- Fondamenti di Chimica, UTET, Torino, 1975 (II edizione, 1980).
- Chimica generale e inorganica, Editore Bulgarini, Firenze, 1970 (con successive ristampe).